# اریک وستوود
اریک وستوود (انگلیسی: Eric Westwood؛ ۲۵ سپتامبر ۱۹۱۷ – ۲۰۰۱ (۸۳−۸۴ سال)) یک بازیکن فوتبال بود. 